# Diplomingenjör (Finland)
Diplomingenjör är en högre högskoleexamen i Finland som omfattar 300 studiepoäng (motsvarande fem års studier).
Antagningen sköts gemensamt genom diplomingenjörs- och arkitektutbildningens gemensamma antagning och det finns 46[uppföljning saknas] olika program på nio universitet:
- Aalto-universitetet
- Jyväskylä universitet
- Tammerfors universitet
- Uleåborgs universitet
- Vasa universitet
- Villmanstrand–Lahtis tekniska universitet
- Åbo Akademi
- Åbo universitet
- Östra Finlands universitet